# Ворон (фильм, 1963)
«Ворон» (англ. The Raven) — фильм режиссёра Роджера Кормана, снятый в 1963 году. Формально относится к серии готических фильмов, снятых по произведениям Эдгара По, однако не основан ни на каком его рассказе, а обладает самостоятельным сюжетом, лишь вдохновлённым стихотворением «Ворон». Фильм также выделяется из серии экранизаций своим настроем: несмотря на участие в фильме трёх «королей ужаса» (Винсента Прайса, Бориса Карлоффа и Питера Лорре), это ироничная комедия.

## Сюжет
Начало XVI века. Белый маг Эразмус Крейвен пребывает в своём замке в тоске по умершей два года назад жене Леноре. Внезапно в его апартаментах появляется ворон, который сперва требует вина, а затем возвращения ему человеческого облика. Крейвен не знает рецепта, однако ворон сам подсказывает магу, что надо делать. Выясняется, что птица на самом деле заколдованный маг Адольфус Бедлоу, член Братства магов, которое много лет возглавлял отец Эразмуса. Адольфус предлагает Крейвену победить нынешнего главу Братства и старинного врага отца Эразмуса чёрного мага доктора Скарабуса, мотивируя это тем, что белый маг достоин возглавлять Лигу. Однако Эразмус отказывается. Тогда Бедлоу сообщает, что видел в замке Скарабуса Ленору. Крейвен, возмущённый тем, что чёрный маг захватил душу его жены, соглашается поехать к врагу отца.
При сборах на Эразмуса и Бедлоу неожиданно нападает конюх Крейвена, который явно находится под влиянием чужой воли. Только ценой больших усилий белому магу удаётся остановить слугу. После этого ему ничего не остаётся, кроме как взять с собой дочь Эстеллу, чтобы не оставлять её в замке одну. По выходе из замка к группе присоединяется сын Бедлоу Рексфорд, который берётся править лошадьми. В пути и молодой человек оказывается под влиянием чужой воли. Однако Крейвену и его спутникам всё-таки удаётся добраться без потерь до замка чёрного мага.
Вопреки ожиданиям, в замке Скарабуса не происходит ничего ужасного, а сам хозяин выказывает радушное гостеприимство и предлагает пришедшим отужинать с ним. Однако во время трапезы Бедлоу вызывает чёрного мага на магический поединок, в ходе которого Скарабус превращает противника в малиновое варенье.
Ночью Эразмус видит Ленору. Вскоре выясняется, что она не умерла, а ушла к Скарабусу, польстившись на его богатство. Также оказывается, что Бедлоу заманил Крейвена в замок чёрного мага в надежде на то, что Скарабус будет обучать его тайнам высшей магии, однако тот обманул мага-недотёпу. Теперь Скарабус мечтает получить магическую силу Крейвена. Для этого он собирается пытать Эстеллу. Неожиданно Эразмусу приходит помощь со стороны Бедлоу, вновь превращённого Скарабусом в ворона. Тогда чёрный маг предлагает белому дуэль до смертельного исхода. В ходе поединка Крейвен одерживает победу. Ленора пытается снова запудрить мозги бывшему мужу, однако тот оставляет её в замке чёрного мага. Сам же Скарабус признаётся, что потерял в дуэли бо́льшую часть своих магических сил.
В замке Крейвенов Эразмус вновь встречает Бедлоу в облике ворона. Тот сперва предлагает свои услуги по занятию места главы Братства магов, а после отказа Крейвена просто просит возвратить ему человеческий облик. Однако Эразмус отказывается сделать это.

## В ролях
- Винсент Прайс — доктор Эразмус Крейвен
- Питер Лорре — доктор Адольфус Бедлоу
- Борис Карлофф — доктор Скарабус
- Хэйзел Корт — Ленора Крейвен
- Олив Старджесс — Эстелла Крейвен
- Джек Николсон — Рексфорд Бедлоу
- Уильям Баскин — Граймс, конюх (озвучен Лео Гордоном)
- Конни Уоллес — служанка